# Dornes (Nièvre)
Dornes é uma comuna francesa na região administrativa da Borgonha-Franco-Condado, no departamento de Nièvre. Estende-se por uma área de 39.49 km². Em 2010 a comuna tinha 1 473 habitantes (densidade: 37,3 hab./km²).